# 勝矢
勝矢（かつや、1975年5月8日 - ）は、日本の俳優、声優。旧芸名、勝矢 秀人（かつや ひでと）。
兵庫県出身。LDH JAPAN所属。妻は女優の真風涼帆。

## 略歴
男兄弟の末っ子として生まれる。小学校から社会人までサッカーをしていた。高校卒業後、当時サンフレッチェ広島と関連があったマツダに入社。社会人選手の道を選ぶが、21歳で受けたプロテストに最終選考で落ちたことでプロサッカー選手の夢を断念する。高倉健のインタビューを読んだこと、映画の面白さに気付いたことから、役者を目指し始める。
22歳で上京。23歳から俳優活動を開始。演技経験はなかったがとび職のアルバイトなどをしながら舞台などに出演。映画監督の目に留まるなど少しずつ繋がりを得ながらフリーの俳優として活動を続ける。
29歳の時に「師匠」として慕っていた菅田俊の知人である竹内力の紹介によって竹内の所属事務所に入る。その後、『あしたのジョー』（2011年）のマンモス西役や『テルマエ・ロマエ』（2012年）のマルクス・ピエトラス役で名前が知られるようになる。
2016年、自身が主宰する演劇団体「独弾流GARAGARADON」を旗揚げした。
2018年、LDHに移籍。
2022年9月21日、秋元康プロデュースによりシングルCD 山崎一門「男の貧乏くじ」をリリースし、歌手デビュー。
2024年9月27日、所属事務所の公式サイトを通じて共演を切っ掛けに交際していた元宝塚歌劇団の宙組トップスターの真風涼帆と結婚したことを発表した。

## 人物
本人曰く、曾祖父は明治時代に日本に宝石を売りに来ていたオランダ人である。オランダ人の血が8分の1入っていることもあり幼稚園ではいじめられていたが、身体が大きくなるにつれて周囲が手のひらを返していく感じを体感したことで常に周りを見るような性格になったのかもしれないと本人は語っている。
おばたのお兄さん、ひょっこりはんと即席コントユニット「おかん」を結成してキングオブコント2021に出場した（2回戦敗退）。

## 出演

### テレビドラマ
- 陰陽少女（2004年10月6日 - 12月29日、KBS京都・テレビ神奈川・テレビ埼玉） - 青池
- 仮面ライダーシリーズ（テレビ朝日）
  - 仮面ライダーカブト 第30話（2006年8月27日） - 田所の弟
  - 仮面ライダーW 第31話・32話（2010年4月18日・25日） - 有馬丸男
  - 仮面ライダーゼロワン 第5話・31話（2019年9月29日・2020年4月12日） - 石墨超一郎
- 探偵ブギ（2006年1月10日 - 3月28日、東京MXテレビ）
- マイ☆ボス マイ☆ヒーロー 第6・9話（2006年8月12日・9月9日、日本テレビ） - 権藤組長
- セクシーボイスアンドロボ 第8話（2007年5月29日、日本テレビ）
- あしたの、喜多善男〜世界一不運な男の、奇跡の11日間〜 第5・6話（2008年2月5日・12日、関西テレビ） - 刑事
- 未来世紀シェイクスピア（2008年、関西テレビ）
- ろくでなしBLUES（2011年7月6日 - 9月28日、日本テレビ） - 赤城肇
- ドン★キホーテ 第10話（2011年9月17日、日本テレビ） - 奥寺
- QP 第2・9・最終話（2011年10月12日・11月30日・12月28日、日本テレビ） - 美咲大三
- 相棒
  - Season10 第12話「つきすぎている女」（2012年1月18日、テレビ朝日）- 見張り役を頼まれた大男
  - Season16 第15話「事故物件」（2018年2月7日、テレビ朝日） - 東大寺雅夫
- 連続テレビ小説（NHK）
  - 梅ちゃん先生 第21話（2012年） - トラック運転手
  - ちむどんどん (2022年9月12日) - マスター
- 女信長（2013年4月5日・6日、フジテレビ） - 丹羽長秀
- 牙狼-GARO- 〜闇を照らす者〜 第6話（2013年、テレビ東京） - ユーヤ
- リアル鬼ごっこ THE ORIGIN 第8話（2013年5月29日、テレビ埼玉・テレビ神奈川・千葉テレビ） - 医師
- HERO（フジテレビ）
  - 第2シリーズ（2014年7月14日 - 9月22日） - 小杉啓太
  - スピンオフドラマ「HORE」（2014年8月11日〔10日深夜〕） - 小杉啓太（東京地検城西支部警備員）
- 信長協奏曲 第4・7・8・9・10・最終話（2014年11月3日、11月24日 - 12月22日、フジテレビ） - 蜂須賀小六
- 連続ドラマW（WOWOW）
  - 贖罪の奏鳴曲（2015年1月24日 - 2月14日） - 今井涼太
  - 東野圭吾「さまよう刃」（2021年5月15日 - 6月26日） - 川崎圭刑事
- 日曜エンターテインメント「クロハ 〜機捜の女性捜査官〜」（2015年2月22日、テレビ朝日）
- アルジャーノンに花束を（2015年4月10日 - 6月12日、TBS） - 鹿内大
- 特命指揮官 郷間彩香（2016年10月22日、フジテレビ） - 丸山一
- キャリア〜掟破りの警察署長〜（2016年10月9日 - 12月11日、フジテレビ） - 花岡市太郎
- 警視庁いきもの係 第2話（2017年7月16日、フジテレビ） - 青木益男
- オリガミの魔女と博士の四角い時間 第9話（2018年1月27日、NHK Eテレ） - 青鬼の鬼辛（おにづら）
- 今日から俺は!! 第6話（2018年11月18日、日本テレビ） - 剛田
- みかづき（2019年1月26日 - 2月23日、NHK総合） ‐ 勝見正明
- 執事 西園寺の名推理2 第4話（2019年5月17日、テレビ東京） ‐ 岩木剛夫
- 歪んだ波紋（2019年11月3日 - 12月22日、NHK・BSプレミアム） - 吾妻裕樹
- NHKスペシャル シリーズ 体感 首都直下地震「パラレル東京」（2019年12月2日 - 5日、NHK総合） - 大塚ミサオ
- Giri/Haji (2019年10月17日 - 12月5日、BBC Two） - 健三の同僚刑事
- M 愛すべき人がいて 第4話、第6話（2020年4月18日 - 7月4日、テレビ朝日系・ABEMA） - レコーディングプロデューサー 山本
- SUITS/スーツ2 第4話（2020年8月3日、フジテレビ） - 代理人弁護士 吉岡達郎
- 名探偵ステイホームズ 後編（2022年4月10日、日本テレビ） - タクシー運転手
- TOKYO VICE 第1話・第7話（2022年4月7日・21日、HBO Max / 4月24日・6月5日、WOWOW） - 和田
- 正直不動産 第6話（2022年5月10日、NHK）- 秋川隆三
- カナカナ（2022年5月16日 - 6月30日、NHK）- 本原
- 金田一少年の事件簿 第6話・第7話（2022年6月5日・12日、日本テレビ） - 橘五柳[14]
- 元彼の遺言状 第9話・第10話（2022年6月6日・13日、フジテレビ） - 亀田
- 競争の番人 第1話・第2話（2022年7月11日・18日、フジテレビ）‐ 安藤正夫
- 日本統一 北海道編（2022年10月17日 - 、UHB北海道文化放送）- 三代目侠和会四代目龍征会会長 斉藤浩樹[15]
  - 日本統一 関東編（2023年4月14日 - 6月16日、日本テレビ）[16]
  - 日本統一 東京編（2025年7月3日 - 、テレビ東京）[17]
- 風間公親-教場0- 第1話（2023年4月10日、フジテレビ） - 海藤克剛
- 95 第6話 - 最終話（2024年5月13日 - 6月10日、テレビ東京） - 大黒 役[18]
- JKと六法全書 第6話（2024年5月24日、テレビ朝日） - 松坂亮 役[19]
- ゴールデンカムイ -北海道刺青囚人争奪編- 第2話・第4話・第6話 - 最終話（2024年10月13日・27日・11月10日 - 12月1日、WOWOW） - 牛山辰馬[20][21]
- リラの花咲くけものみち （2025年2月1日 - 15日） - 小川武司 役
- ホットスポット 第6話（2025年2月16日、日本テレビ） - 森本悟 役[22]

### 映画
- GUN CRAZY Episode-4「用心棒の鎮魂歌（レクイエム）」THE MAGNIFICENT FIVE STRIKE（2003年） - 中山
- 捨て犬（2005年）
- 難波金融伝・ミナミの帝王
  - 第37話『土俵際の伝説』 - 大学相撲部顧問・元力士・大迫 (2007年)
- 工業哀歌バレーボーイズ THE MOVIE（2008年）
- カメレオン（2008年）
- ICHI（2008年）
- 新宿区歌舞伎町保育園（2009年） - 山田
- クローズZERO II（2009年）
- 静かなるドン 新章（2009年） - 新鮮組突撃隊長 猪首硬四郎
- 老人の恋 紙の力士（2010年） - マグロ海 / ユミの養父（※二役）
- あしたのジョー（2011年） - 西寛一（マンモス西）
- テルマエ・ロマエ（2012年） - マルクス・ピエトラス
  - テルマエ・ロマエII（2014年） - マルクス・ピエトラス
- 莫逆家族 バクギャクファミーリア（2012年）
- 藁の楯（2013年）
- 二代目はニューハーフ（2013年） - 巽一家組員 テツヤ
- ガキ☆ロック（2014年） - のりおちゃん
- HERO（2015年） - 小杉啓太
- 信長協奏曲（2016年） - 蜂須賀小六
- HK 変態仮面 アブノーマル・クライシス（2016年）
- 日本で一番悪い奴ら（2016年） - 漆原琢磨
- 昭和最強高校伝 國士参上!!（2016年）全2作 - 関東政(謎のバンカラ大学生)
- 破門 ふたりのヤクビョーガミ（2017年） - 村居
- 50回目のファーストキス（2018年） - 味方和彦[23]
- 孤狼の血（2018年）- 広島仁正会加古村組組員 苗代広行
- 翔んで埼玉 (2019年) - 浦和支部長
- 島守の塔（2022年） - 泉守紀[24]
- さがす（2022年）- 担任教師の夫
- 劇場版 山崎一門〜日本統一〜（2022年[25]） - 四代目龍征会会長 斎藤浩樹
- BAD CITY（2023年） - 特捜班 刑事 熊本
- ゴールデンカムイ（2024年） - 牛山辰馬[26]
- 罪と悪（2024年）[27]
- サラリーマン金太郎【魁】編（2025年）[28]
- 田村悠人 ISOLATED（2025年6月6日）

### Vシネマ
- 野良犬（2002年）
- 死刑確定II・III（2004年・2005年） - 沢柳
- 岸和田少年愚連隊 カオルちゃん最強伝説 マレーの虎（2005年）
- 実録・暴走族 ブラックエンペラーレディース（2006年） - ナレーション
- 難波金融伝 ミナミの帝王 37「土俵際の伝説」（2007年）
- 実録・暴走族 極悪 二代目（2007年） - 関東國政一家軌鋭会幹事長 森江田隆弘
- The かぼちゃワイン Another（2007年） - 吾郎（青葉春助の叔父）
- 修羅の血涙 完結編（2007年） - 鎮西会森組組長 森浩太郎
- 新・首領への道3・4（2008年・2009年） - 大阪府警 浪速警察署 刑事 クロキ
- 鳳3・4（2009年） - 興津銀造(興津組三代目の次男、思慮の浅い銀造)
- 修羅の統一（2009年）全2作 - 水進会川崎一家理事長 岩田組組長 岩田茂
- 影の交渉人 ナニワ人情列伝（2009年） - 大村勘太郎（劇団員）
- 喧嘩の極意4（2009年）
- 標的 TARGET1,2（2009年） - 村井
- 白竜 シリーズ（2009年,2010年,2012年） - 王道会理事長 剛野一成
  - 白竜7 白竜暗殺計画（2009年）
  - 白竜8 六本木侵攻（2010年）
  - 白竜11 ヒットラーの息子（2012年）
- 大阪風紀委員会（2011年） - 那美組組員 岡晴喜
- 実録・侠魂（2011年） - 山神組二代目細野組岡田組組員
- 修羅の覇道 完結編（2011年） - 四代目明智一家本部長 高橋組組長 高橋信彦
- 新宿狼(ウルフ)（2012年） - 砂川保幸
- 西成の顔(つら)（2012年） - 看守
- 極道の紋章 第十八章（2012年） - 川谷組辰巳一家若頭 河合大
- ブラックフェイス（2013年）
- ルーザー（2013年） - 朱（チャイニーズマフィア、真心飯店）
- 組長強奪計画（2013年） - ハート
- 日本統一（2013年） - 侠和会 斉藤浩樹
  - 日本統一1 2 3 4 5（2013年） - 侠和会三上組龍征会理事長
  - 日本統一6 7（2013年） - 二代目侠和会二代目山崎組二代目川谷組若頭
  - 日本統一45 46（2021年） - 三代目龍征会理事長
  - 日本統一47 -（2021年-） - 四代目龍征会会長
- 暴力列島1,2（2013年） - 高寅組若頭補佐 樋口組組長 樋口勝典
- 極道刑務所1,2（2014年） - 藤村組組員
- 流し屋 鉄平（2015年、東映ビデオ） - 石丸（竜一の元部下）
- 欲望の代償（2016年） -  関東侠仁会戸越組若頭補佐 マサジマ
- 日本統一外伝 山崎一門3から（2022年～） - 侠和会 斎藤浩樹
- やまざきいちもん 日本統一（2023年） - 侠和会 斎藤浩樹
- 日本統一外伝 田村悠人（2025年）[29]

### Webドラマ
- CROW'S BLOOD（2016年7月23日 - 、Hulu） - 宅間重雄
- ショート・プログラム「なにがなんだか」（2022年3月1日配信予定、Amazon Prime Video）[30]
- 幽☆遊☆白書（2023年12月14日、Netflix） - 剛鬼 役
- 欲望の街　No.6 男姐の仁義（2024年10月25日、U-NEXT） - ミチル 役

### ミュージカル
- ミュージカル エア・ギア - 御仏一茶
  - ミュージカル エア・ギア（2007年1月、東京:全労済ホール スペース・ゼロ/大阪:イオン化粧品シアターBRAVA!）
  - ミュージカル エア・ギア vs バッカス Super Range Remix（2007年5月、東京:日本青年館 大ホール）
- フル・モンティ（2014年1月 - 2月、東京国際フォーラムホールC）
- キンキーブーツ（2016年7月 - 8月、新国立劇場中劇場オリックス劇場） （2022年10月- 11月、東急シアターオーブ）- ドン
- #LUPIN ～カリオストロ伯爵夫人の秘密～（2023年11月、帝国劇場）- ガニマール警部

### 舞台
- 海峡の光（2014年4月、よみうり大手町ホール）
- キルデンダイクの四兄弟（2016年10月、俳優座劇場） - 演出兼
- 背中をみせて（2018年3月、THE POCHKET） - 演出兼
- BOOK ACT「ヒーローよ 安らかに眠れ」（2020年2月）[31]

### テレビアニメ
- 蟲師（2005年） - 蟲師
- TOKYO TRIBE2（2006年） - 権堂[32]
- 家庭教師ヒットマンREBORN!（2006年） - シャマル
- おじゃる丸（2007年） - 黒ヒゲ、古傘
- モーレツ宇宙海賊（2012年） - リリカル・シニカル
- 神様はじめました（2012年） - もののけB
- 信長の忍び（2016年） - 関兼定

### ゲーム
- 龍が如く（2005年） - 跡部組・若頭
- 龍が如く7外伝　名を消した男（2023年） - エージェント 才剛

### 吹き替え
- ミラベルと魔法だらけの家（2021年） - フェリックス[33]

### CM
- みろくの里
- ソフトバンク 恋人がサンタクロース編

### ミュージック・ビデオ
- 乃木坂46『何度目の青空か?』（2014年）- 高等学校教員の職